# Калигурка
Калигурка — річка в Україні у Катеринопільському районі Черкаської області. Права притока річки Великої Висі (басейн Південного Бугу).

## Опис
Довжина річки 10 км, похил річки 3,1 м/км , площа басейну водозбіру 72,2 км² . Формується декількома струмками та багатьма загатами.

## Розташування
Бере початок на південно-східній стороні від села Ступичне. Тече переважно на південний схід через села Мокру Калигірку, Єлизаветку і на північно-західній околиці села Іванівки впадає у річку Велику Вись, ліву притоку річки Синюхи.
Населені пункти вздовж берегової смуги: Суха Калигірка.

## Цікаві факти
- У XX столітті на річці існували молочно-тваринні ферми (МТФ) та багато газових свердловин[2].
- У селі Мокра Калигірка річку перетинає автошлях Т 2409[4] (автомобільний шлях територіального значення у Черкаській та Київській областях. Пролягає територією Золотоніського району через Золотоношу — Драбів — Шрамківку до перетину з М03 в Бориспільському районі Київської області. Загальна довжина — 61,5 км.).